# Lakeview (Oregon)
Lakeview és una població dels Estats Units i seu del comtat de Lake a l'estat d'Oregon. Segons el cens del 2000 tenia 2.474 habitants.

## Demografia
Segons el cens del 2000, Lakeview tenia 2.474 habitants, 1.037 habitatges, i 695 famílies. La densitat de població era de 612,3 habitants per km².
Dels 1.037 habitatges en un 29,1% hi vivien nens de menys de 18 anys, en un 53,3% hi vivien parelles casades, en un 9,7% dones solteres, i en un 32,9% no eren unitats familiars. En el 30,2% dels habitatges hi vivien persones soles el 13,5% de les quals corresponia a persones de 65 anys o més que vivien soles. El nombre mitjà de persones vivint en cada habitatge era de 2,34 i el nombre mitjà de persones que vivien en cada família era de 2,85.
Per edats la població es repartia de la següent manera: un 25,4% tenia menys de 18 anys, un 5% entre 18 i 24, un 24,1% entre 25 i 44, un 25,9% de 45 a 60 i un 19,6% 65 anys o més.
L'edat mediana era de 43 anys. Per cada 100 dones de 18 o més anys hi havia 89,8 homes.
La renda mediana per habitatge era de 30.960$ i la renda mediana per família de 38.953$. Els homes tenien una renda mediana de 31.958$ mentre que les dones 22.198$. La renda per capita de la població era de 15.649$. Aproximadament el 14,3% de les famílies i el 15,3% de la població estaven per davall del llindar de pobresa.

## Poblacions més properes
El següent diagrama mostra les poblacions més properes.